# NGC 5605
NGC 5605 (również PGC 51492) – galaktyka spiralna z poprzeczką (SBc), znajdująca się w gwiazdozbiorze Wagi. Odkrył ją William Herschel 11 maja 1784 roku.